# Дмитриевка (Тюменская область)
Дмитриевка — деревня в Омутинском районе Тюменской области России. Входит в состав Ситниковского сельского поселения.

## География
Расположена в южной части области, на крайнем востоке района, в зоне лесостепи, на впадении в реку Солоновка её притока.
На 2018 год в Дмитриевке числится 3 улицы.

## История
Деревня образована в 1893 году после разведки поземельноустроительной партии и начала заселяться в 1896.
В Списке населенных мест Тобольской губернии за 1903 год деревня значится как посёлок Дмитриевский (Димитриевка) при речке Солоновке в Усть-Ламенской волости Ишимского уезда, в котором насчитывалось 130 дворов и проживало 1133 человека.
По сведениям за 1909 год в посёлке, входящем в тот момент в Ситниковскую волость, проживало 930 человек.
Входит с 2004 года в образованное муниципальное образование Ситниковское сельское поселение согласно Закону Тюменской области от 5 ноября 2004 года № 263 «Об установлении границ муниципальных образований Тюменской области и наделении их статусом муниципального района, городского округа и сельского поселения».

## Население
| 2010 |
| ---- |
| 80   |

## Инфраструктура
На 1909 год в посёлке имелись школа грамоты, торговая лавка, три ветряных мельницы, маслодельня и кузница.

## Транспорт
Автобусное сообщение (на январь 2021 — маршруты 201, 201а, 516, 707).
Ближайшая железнодорожная станция Омутинская в райцентре — селе Омутинское примерно в 16 км по автодороге.